# Віссам аль-Тавіль
Віссам аль-Тавіль (араб. وسام الطويل; 1970, Тір, Ліван — 8 січня 2024, с. Мадждель-Селм, Марджаюн, Ліван) — ліванський терорист, воєначальник шиїтської бойової організації «Хезболла». Відомий під псевдонімом Джавад ат-Тавіль.

## Біографія
Приєднався до лав Хезболли в 1989 році і брав активну участь у численних партизанських атаках проти ізраїльських сил під час конфлікту в Південному Лівані. Був членом спеціального підрозділу Хезболли, який перетнув кордон Ізраїлю під час рейду Хезболли в 2006 році, який призвів до захоплення двох ізраїльських солдатів і спровокував багатомісячну Другу Ліванську війну. Мав тісні зв'язки з Касемом Сулеймані, командувачем іранських сил "Кудс". 
Під час війни в Сирії відповідав за координацію дій Хезболли та сирійської армії у боротьбі проти ІДІЛ. Також брав участь у захопленні Ємену хуситами.
Остання посада — заступник командира підрозділу "Сили аль-Хаджа Радвана". За даними Ізраїлю, він був відповідальний за удар по ізраїльській базі ВПС на горі Мерон, який стався за два дні до його вбивства.

## Смерть
8 січня 2024 року аль-Тавіль був убитий внаслідок ізраїльського авіаудару по автівці у селі Мадждель-Селм у Лівані. На момент своєї смерті він був найвищим посадовцем «Хезболли», вбитим під час конфлікту між Ізраїлем і «Хамасом» (з жовтня 2023 року по теперішній час).